# Kukoi Samba Sanyang
Kukoi Samba Sanyang (* Dezember 1952 in Wassadu; † 18. Juni 2013 in Bamako) war 1981 Anführer eines Putschversuchs im westafrikanischen Staat Gambia.

## Frühe Jahre
| Parlamentswahl | Stimmen | Stimmanteil |
| -------------- | ------- | ----------- |
| 1977           | 708     | 13,51 %     |

Sanyang (alias „Dr. Manning“ oder „Dr. Manneh“) wurde im Dorf Wassadu (andere Schreibweise Wassadung) in der West Coast Region Distrikt Foni Jarrol geboren. Er wurde Vorsitzender der später verbotenen marxistischen Partei Gambian Socialist Revolutionary Party (GSRP), die in Opposition zum Präsidenten Jawara stand. Bei den Parlamentswahlen 1972 kandidierte sein Bruder Momodou L. Sanyang für den Wahlkreis Eastern Foni, er selber bei der Parlamentswahlen 1977, ohne Erfolg.

## Der Putsch von 1981
1980 beschuldigte Jawara Libyen, das seinerzeit in vielen afrikanischen Staaten Regierungen zu destabilisieren versuchte, 200 Gambier für einen künftigen Guerillakrieg rekrutiert zu haben. Die diplomatischen Beziehungen zwischen beiden Ländern wurden am 30. Oktober 1980 abgebrochen. Um einen Umsturz seitens Sanyangs GSRP schon im Vorfeld zu unterbinden, wurden gleichzeitig Truppen des benachbarten Senegal nach Banjul entsandt. Am 30. Juli 1981 fand Sanyangs Putsch dann statt: Mit Unterstützung eines Teils der gambischen paramilitärischen Field Force übernahm er als Vorsitzender des Revolutionsrates National Revolutionary Council die Macht und erklärte Präsident Jawara für abgesetzt. Jawara hielt sich gerade wegen der Hochzeit von Prinz Charles in London auf, Sanyang warf ihm Korruption und die Armut im Lande vor. Jawara bat wieder den Senegal um Unterstützung, dessen 2.000 rasch entsandte Soldaten den Putsch bis zum 5. August 1981 niederschlugen. Die Zahl der Todesopfer wurde auf über 500 geschätzt.
Eine direkte Folge des Putsches war eine noch engere Zusammenarbeit zwischen Gambia und dem Senegal, die am 1. Februar 1982 zur Bildung der Konföderation Senegambia führte.
35 der Putschisten wurden bis Juli 1982 zum Tode verurteilt, während Sanyang selber in Kuba oder Libyen vermutet wurde.

## Weitere Laufbahn
Sanyang und andere von Libyen ausgebildete Kämpfer nahmen später am Bürgerkrieg in Liberia an der Seite von Charles Taylor teil. Im November 1996 wurden einige dieser Kämpfer im Osten Gambias gefasst, als sie den Kampf gegen Jawaras Nachfolger Yahya Jammeh aufnehmen wollten. Sanyang verließ Taylor, als er feststellte, dass Taylors „Revolution“ wenig mit seinen Vorstellungen zu tun hatte. Danach eröffnete er in einem Vorort von Ouagadougou, der Hauptstadt von Burkina Faso, eine Bar.
2003 kehrte er zu einem Besuch nach Gambia zurück. Als Generalsekretär des African Democratic Congress rief er in einer Botschaft im Januar 2006 zum Sturz des seit 1994 autoritär regierenden Präsidenten Yahya Jammeh auf.